# SummerSlam (2001)
SummerSlam 2001 est le quatorzième SummerSlam, pay-per-view de catch produit par la World Wrestling Entertainment. Il s'est déroulé le 19 août 2001 au Compaq Center de San Jose en Californie.
L'histoire dominante dans ce PPV concerne l'invasion de l'Alliance qui donnait lieu à des affrontements entre les superstars de la WWF face à leurs anciens rivaux issus de la World Championship Wrestling et de la Extreme Championship Wrestling.
SummerSlam 2001 a été le dernier SummerSlam à être promu sous le nom de la World Wrestling Federation.
En France, cet évènement a fait l'objet d'une diffusion sur Canal+.

## Résultats
| #                                                          | Résultats | Stipulations                                                                                          | Durée |
| ---------------------------------------------------------- | --- | --- | ----- |
| Sunday Night Heat match                                    | Lita, Jacqueline et Molly Holly battent Torrie Wilson, Stacy Keibler et Ivory                                         | 6-Man Tag Team Match                                                                                  | 02:55 |
| 1                                                          | Edge bat Lance Storm (c)                                                                                              | Match simple pour le WWF Intercontinental Championship                                                | 11:16 |
| 2                                                          | The Dudley Boyz (Bubba Ray et D-Von) et Test battent The APA (Faarooq et Bradshaw) et Spike Dudley (avec Molly Holly) | 6-Man Tag Team Match                                                                                  | 07:19 |
| 3                                                          | X-Pac bat Tajiri (c)                                                                                                  | Match simple pour le WWF Light Heavyweight Championship                                               | 07:33 |
| 4                                                          | Rob Van Dam bat Jeff Hardy (c)                                                                                        | Ladder match pour le WWF Hardcore Championship                                                        | 16:33 |
| 5                                                          | The Brothers of Destruction (The Undertaker et Kane) battent Diamond Dallas Page et Kanyon                            | Steel Cage match pour unifiés les titres WWF Tag Team Championship et WCW World Tag Team Championship | 10:15 |
| 6                                                          | Kurt Angle bat Steve Austin (c) par disqualification                                                                  | Match simple pour le WWF Championship                                                                 | 22:30 |
| 7                                                          | The Rock bat Booker T (c) (avec Shane McMahon)                                                                        | Match simple pour le WCW World Heavyweight Championship                                               | 15:19 |
| (c) désigne le champion défendant son titre dans le match. | | |       |